# Деробурт, Хаммер
Хаммер Деробурт (англ. Hammer DeRoburt; 25 сентября 1922 — 15 июля 1992) — науруанский политик, первый президент Республики Науру. Почётный рыцарь-командор ордена Британской империи (KBE, 1982).

## Биография
Оставшийся в живых после высылки японцами всех науруанцев на остров Трук (в настоящее время Чуук) (1942—1946), он в 1950-х годах был избран членом Науруанского совета местного управления, в 1955 году избран его главой.
В 1965 году возглавлял переговоры с Австралией (управляла Науру по мандату ООН), Новой Зеландией и Великобританией о плате за разработку месторождений фосфоритов на острове. В результате было подписано соглашение, по которому увеличивалось сумма роялти. Также были достигнуты договорённости, по которым после полной выработки полезного ископаемого три страны обязывались выплатить 500 семьям Науру денежную сумму в размере $225 млн.
Деробурт привёл страну к независимости 31 января 1968 года и стал её первым президентом. Находился у власти с перерывами до 1989 года. В декабре 1976 года молодые политики приобрели большинство в парламенте (который и избирает президента страны) и избрали президентом Бернарда Довийого. Но уже в апреле 1978 года сторонники бывшего президента Деробурта заставили его уйти в отставку. В результате, в мае этого же года Деробурт был переизбран в качестве нового президента. В октябре 1980 года по решению Деробурта был распущен парламент и назначена дата новых парламентских выборов, результаты которых показали поддержку президента населением Науру. 9 декабря Деробурт был снова переизбран президентом, как и в декабре 1983 года и в декабре 1986 года после очередных парламентских выборов. Де-Робурт находился у власти вплоть до августа 1989 года, когда членами парламента ему был вынесен вотум недоверия.
Королевой Великобритании Елизаветой II в 1982 году возведён в почётное рыцарское достоинство.
Умер в 1992 году в Мельбурне.